# チャイタニヤ・チャンドラ・チャラン・ダース
チャイタニヤ・チャンドラ・チャラン・ダース（出生名：アレクサンドル・ハキモヴ、1958年3月1日 - ）は、カザフ・ソビエト社会主義共和国ジャンブール州・ゲオルギエヴカ出身、ヴァイシュナヴァの宗教指導者、宣教師、作家。クリシュナ意識国際協会(イスコン)の導師グル及び指導会議の委員で同協会の指導者の一人である。　
ソビエト連邦の極東で育ち、1978年、ウラジオストクの美術大学を卒業。1982年、レニングラード市で「時空を超えて」というバクティヴェーダンタ・スワミ・プラブパーダの本を通して初めてヒンドゥー教の文化に触れた。1985年11月、初めてヴァイシュナヴァの人達に会いバクティヨガの実践を始めた。その後、説法及びソビエト連邦でバクティヴェーダンタ・スワミ・プラブパーダの本を配り始めた。1988年、ハリケシ・スワミからヴァイシュナヴァの入門式(受戒)を受けた、「チャイタニヤ・チャンドラ」というサンスクリット語の法名を貰った。しかし1998年、ハリケシ・スワミがクリシュナ意識国際協会を退会した事により、2004年、インドのマヤプル市においてジャヤパタカ・スワミから入門式(受戒)を受け、現在の法名「チャイタニヤ・チャンドラ・チャラン・ダース」を貰った。　趣味は学生時代からの描画。
バクティ・ティルトハ・スワミによって開校された神技術学校の名誉学長である。現在、世界中を巡業し講義・セミナーや著作などヴァイシュナヴァ文化の普及活動を精力的に行っている。